# Knut M. Olsen

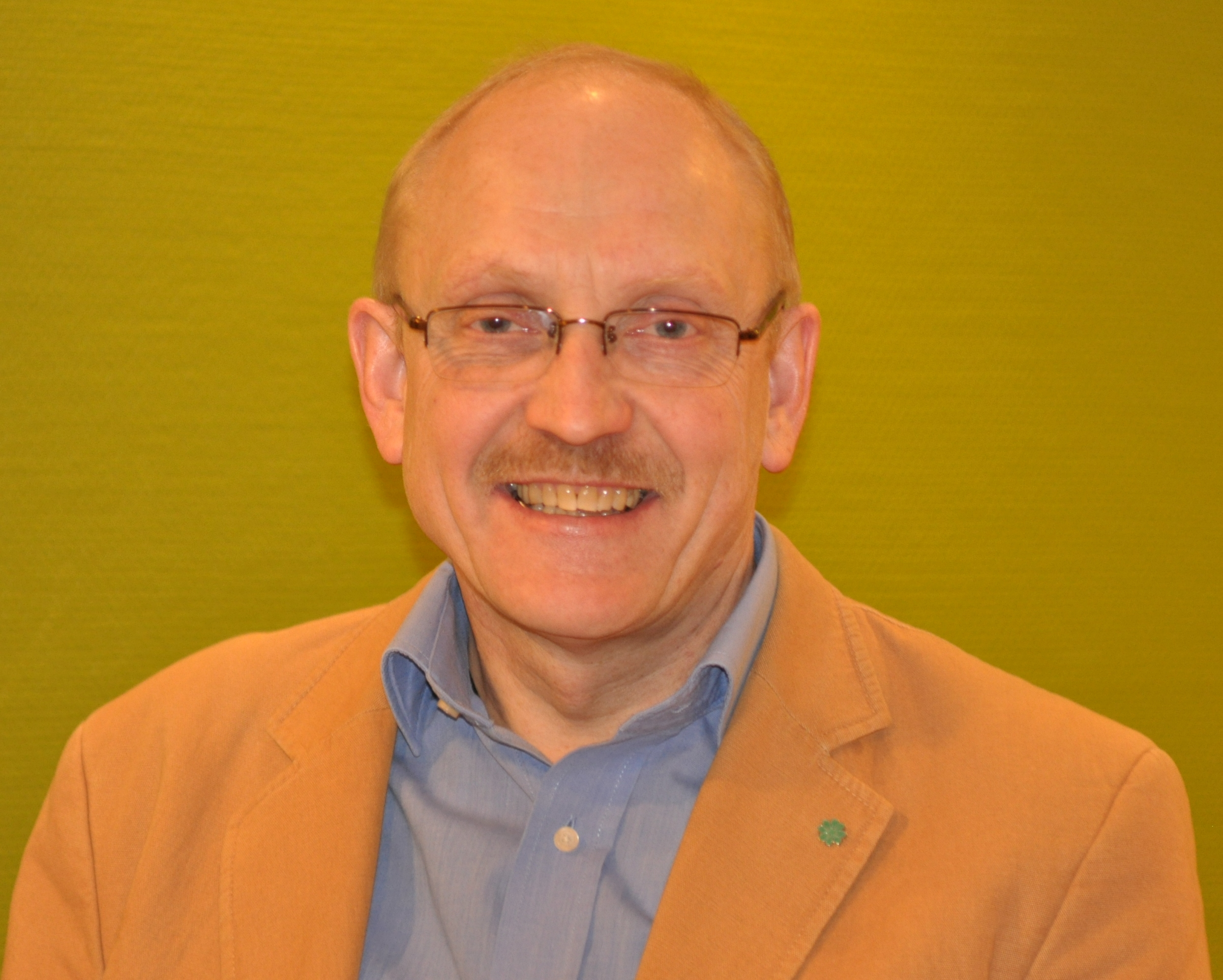
Knut M. Olsen

Knut Magnus Olsen (* 6. Mai 1954 in Akershus) ist ein norwegischer Wirtschaftsmanager, Landwirt und Politiker der Senterpartiet (Sp) sowie seit 2010 Generalsekretär der Partei.

## Leben
Olsen besuchte zunächst Schulen in Akershus. Nach einem Studium der Wirtschaftswissenschaften an der BI Norwegian Business School begann er 1980 seine berufliche Tätigkeit in der Privatwirtschaft bei dem Unternehmen Harald A. Møller Skedsmo AS und war dort zunächst Finanzmanager sowie im Anschluss von 1984 bis 1987 Geschäftsführer.
1987 übernahm er einen Bauernhof in Vassenden im Fylke Sogn og Fjordane und war seither als Landwirt in der Milch- und Fleischproduktion tätig. Daneben begann er sich in seinem Wohnort und dem Fylke Sogn og Fjordane politisch und gesellschaftlich zu engagieren. Zwischen 1988 und 1998 war er Gebietsleiter der Heimwehr (Heimevernet) sowie von 1991 bis 1995 Mitglied des Gemeinderates von Jølster. Seit 1995 ist er Mitglied des Provinzrates (Fylkesting) von Sogn og Fjordane und seit 2002 Vorstandsvorsitzender und Chief Executive Officer des Unternehmens Myklebust Kunst & Handverk AS.
Olsen, der seit 2004 Vorsitzender der Senterpartiet im Fylke Sohn og Fjordane ist, ist seit 2005 stellvertretendes Mitglied im Storting für den Wahlkreis Fjordane. Darüber hinaus wurde er 2009 Vorsitzender des Studentenverbandes der Zentrumspartei (Senterpartiets Studieforbund).
2010 wurde er Generalsekretär der Senterpartiet und damit Nachfolger von Ivar Egeberg, der wiederum Generalsekretär von Det Norske Travselskap (DNT) wurde, der Vereinigung des norwegischen Trabrennsports.